# Liste der Befähigungszertifikate für Sportbootführer in Deutschland
In Deutschland gibt es eine Reihe von amtlichen Befähigungszertifikaten für Sportbootführer, die bestimmte Fähigkeiten oder Ausbildungen nachweisen:
| Bild      | Bezeichnung                                                       | Status    | Mindestalter                    | Vorgeschrieben für | Ausstellendes Organ                                                                             | Geltungsbereich                                                                                             |
| --------- | ----------------------------------------------------------------- | --------- | ------------------------------- | --- | ----------------------------------------------------------------------------------------------- | --- |
| neu: alt: | Sportbootführerschein Binnen, Sportbootführerschein See           | amtlich   | 14 für Segeln 16 für Motorboote | das Führen von Sportbooten von mehr als 11,03 kW (15 PS) Nutzleistung bei Verwendung eines Verbrennungsmotors bzw. 7,5 kW bei Verwendung eines Elektromotors Betriebsart S1 (Dauerbetrieb) und weniger als 20 m Länge im Geltungsbereich Binnenschifffahrtsstraßen | Prüfungsausschüsse des DSV und DMYV im Auftrag des BMDV                                         | Binnenschifffahrtsstraßen                                                                                   |
| neu: alt: | Sportbootführerschein Binnen, Sportbootführerschein See           | amtlich   | 14 für Segeln 16 für Motorboote | das Führen von Sportbooten mit mehr als 11,03 kW am Propeller im Geltungsbereich Seeschifffahrtsstraßen | Prüfungsausschüsse des DSV und DMYV im Auftrag des BMDV                                         | Seeschifffahrtsstraßen                                                                                      |
|           | Kleinschifferzeugnis                                              | amtlich   |                                 | das gewerbliche Führen von Sportbooten | Wasser- und Schifffahrtsdirektionen                                                             | Binnenschiffahrtsstraßen                                                                                    |
|           | Sportküstenschifferschein                                         | amtlich   | 16                              | das gewerbliche Führen von Sportbooten im Küstenbereich | Prüfungsausschüsse des DSV und DMYV im Auftrag des BMDV                                         | weltweit im Küstenbereich (bis 12 sm Abstand von der Festlandküste)                                         |
|           | Sportseeschifferschein                                            | amtlich   | 16                              | das gewerbliche Führen von Sportbooten im küstennahen Seebereich | zentrale Verwaltungsstelle nach der Sportseeschifferscheinverordnung im DSV im Auftrag des BMDV | weltweit in küstennahen Seegewässern (bis 30 sm Abstand von der Festlandküste einschließlich der Randmeere) |
|           | Sporthochseeschifferschein                                        | amtlich   | 18                              | das gewerbliche Führen von Sportbooten auf allen Meeren | zentrale Verwaltungsstelle nach der Sportseeschifferscheinverordnung im DSV im Auftrag des BMDV | weltweit auf allen Meeren                                                                                   |
|           | UKW-Sprechfunkzeugnis für den Binnenschifffahrtsfunk              | amtlich   | 15                              | Beaufsichtigen und Bedienen einer an Bord vorhandenen Funkanlage für den Binnenschifffahrtsfunk | Prüfungsausschüsse des DSV und DMYV im Auftrag des BMDV                                         | international gültig                                                                                        |
|           | Beschränkt gültiges Funkbetriebszeugnis (Short Range Certificate) | amtlich   | 15                              | Schiffsführer an Bord eines Sportbootes, das mit einer UKW-Seefunkanlage ausgestattet ist | Prüfungsausschüsse des DSV und DMYV im Auftrag des BMDV                                         | weltweit |
|           | Allgemeines Funkbetriebszeugnis (Long Range Certificate)          | amtlich   | 18                              | Schiffsführer an Bord eines Sportbootes, das mit einer Seefunkanlage ausgestattet ist | Prüfungsausschüsse des DSV und DMYV im Auftrag des BMDV                                         | weltweit |
|           | Fachkundenachweis für Seenotsignalmittel                          | anerkannt | 16                              | alle, die Seenotsignalmittel der Unterklasse T2 erwerben wollen | Prüfungsausschüsse des DSV und DMYV im Auftrag des BMDV                                         | Deutschland                                                                                                 |
|           | Traditionsschifferschein                                          | amtlich   | 18                              | alle, die ein Traditionsschiff mit bis zu 55 Metern Länge und mehr als 25 Personen Besatzung gewerblich führen wollen | zentrale Verwaltungsstelle nach der Sportseeschifferscheinverordnung im DSV im Auftrag des BMDV | weltweit |
|           | Bodenseeschifferpatent                                            | amtlich   | 18                              | das Führen von Fahrzeugen mit mehr als 4,4 kW Maschinenleistung oder mit mehr als 12 m² Segelfläche auf dem Bodensee | Landratsämter Konstanz, Bodenseekreis (Friedrichshafen) oder Lindau                             | Bodensee |
|           | Sportschifferzeugnis                                              | amtlich   | 18                              | das Führen von Sportbooten bis 25 Meter Länge auf Binnenschifffahrtsstraßen | Wasser- und Schifffahrtsdirektionen                                                             | Binnenschifffahrtsstraßen außerhalb des Rheins                                                              |
|           | Sportpatent                                                       | amtlich   | 18                              | das Führen von Sportbooten zwischen 15 und 25 Meter Länge auf dem Rhein | Wasser- und Schifffahrtsdirektionen                                                             | Rhein |
|           | Radarpatent                                                       | amtlich   | 18                              | das Durchführen von Radarfahrten bei unsichtigem Wetter auf Binnenschifffahrtsstraßen | Wasser- und Schifffahrtsdirektionen                                                             | Binnenschifffahrtsstraßen                                                                                   |